# Gypsophila umbricola
Gypsophila umbricola là loài thực vật có hoa thuộc họ Cẩm chướng. Loài này được (J.R.I.Wood) R.A.Clement mô tả khoa học đầu tiên năm 1994.